# Lady of Burlesque
Lady of Burlesque (Brasil: A Morte Dirige o Espetáculo / Portugal: Noite Fantástica) é um filme norte-americano de 1943, do gênero comédia, dirigido por William A. Wellman e estrelado por Barbara Stanwyck e Michael O'Shea.
Um dos melhores filmes de Barbara Stanwyck, segundo Ken Wlaschin, Lady of Burlesque é baseado no romance "The G-String Murders" (1941), de Gypsy Rose Lee, uma ex-stripper.
A trilha sonora foi indicada ao Oscar.
O filme encontra-se em domínio público e pode ser livremente baixado ou assistido no Internet Archive.

## Sinopse
Nova Iorque, final dos anos 1930. Dixie Daisy trabalha como stripper em um teatro da Broadway. Ela tem enfrentado problemas: os avanços indesejados do colega Biff Brannigan, as horríveis disputas entre Dolly Baxter e Lolita La Verne e agora a morte de uma das meninas, estrangulada com seu  tapa-sexo. O mais estranho é que a vítima também havia sido envenenada, o que faz crer que há dois assassinos no teatro. E quando uma segunda moça é encontrada morta, dentro de uma peça que Dixie escondia, ela se transforma na suspeita número um...

## Ligações externas

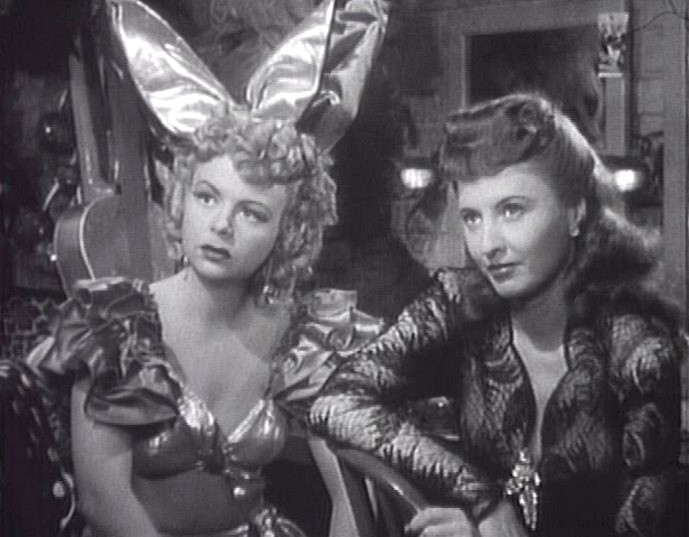
Iris Adrian (Gee Gee Graham) e Barbara Stanwyck (Dixie daisy)
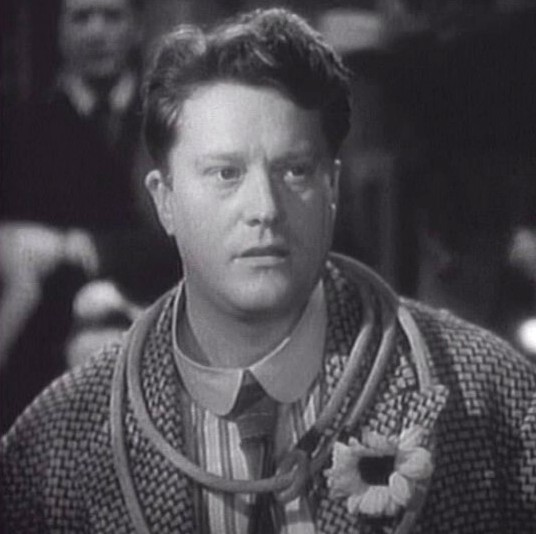
Michael O'Shea (Biff Brannigan)
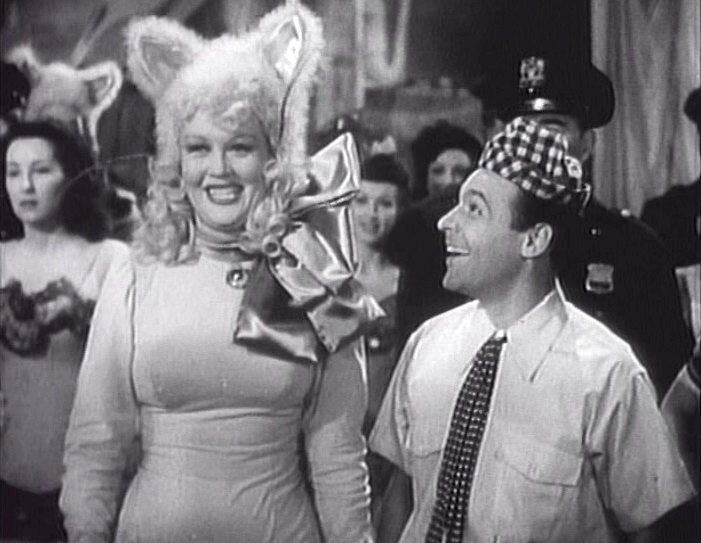
Marion Martin (Alice Angel) e Pinky Lee (Mandy)
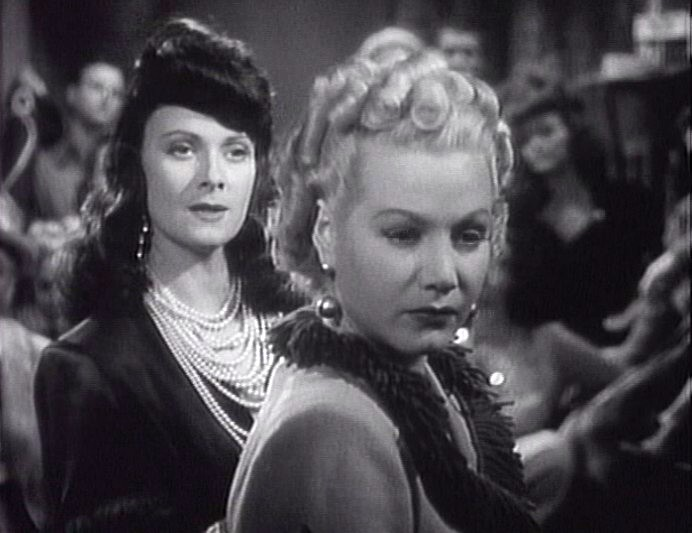
Stephanie Bachelor (Princesa Nirvena) e Gloria Dickson (Dolly Baxter)
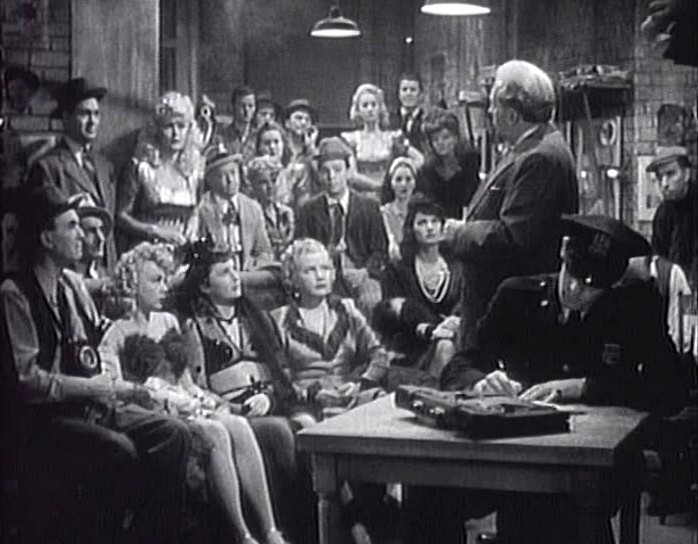
Charles Dingle (Inspetor Harrigan) fala aos possíveis suspeitos (entre outros, Barbara Stanwyck, Iris Adrian, Gloria Dickson, Stephanie Bachelor, Marion Martin e Pinky Lee)

## Premiações
| Patrocinador                                  | Prêmio | Categoria                               | Situação |
| --------------------------------------------- | ------ | --------------------------------------- | -------- |
| Academia de Artes e Ciências Cinematográficas | Oscar  | Melhor Trilha Sonora (Drama ou Comédia) | Indicado |

## Elenco
| Ator/Atriz         | Personagem         |
| ------------------ | ------------------ |
| Barbara Stanwyck   | Dixie Daisy        |
| Michael O'Shea     | Biff Brannigan     |
| J. Edward Bromberg | S. B. Foss         |
| Charles Dingle     | Inspetor Harrigan  |
| Frank Conroy       | Stacchi Stacciaro  |
| Gloria Dickson     | Dolly Baxter       |
| Marion Martin      | Alice Angel        |
| Iris Adrian        | Gee Gee Graham     |
| Victoria Faust     | Lolita la Verne    |
| Pinky Lee          | Mandy              |
| Frank Fenton       | Russell Rogers     |
| Janis Carter       | Janine             |
| Eddie Gordon       | Policial Pat Kelly |
| Gerald Mohr        | Louie Grindero     |
| Stephanie Bachelor | Princesa Nirvena   |